# Мост на језеру Пончартрејн
Mост на језеру Пончартрејн, понекад само мост,  је фиксна веза састављена од два паралелна моста који прелазе преко језера Пончартрејн у јужној Луизијани, Сједињене Државе. Дужи од два моста је дуг 38,35 км. Јужни крај прелаза је у Метари у Луизијани, предграђу Њу Орлеанса. Северни крај је у Мандевилу, Луизијана.
Од 1969. уписан је у Гинисову књигу рекорда као најдужи мост на води на свету; у 2011. години, као одговор на отварање дужег моста Ђаоџоу залива у Кини, Гинисова књига рекорда је створила две категорије за мостове преко воде: континуалне и укупне дужине над водом. Mост на језеру Пончартрејн тада је постао најдужи мост преко воде (континуално) док је мост залива Ђаоџоу најдужи мост преко воде (укупно).
Мостови су подржани са 9.500 бетонских стубова. Два моста садрже покретни део који се протеже на навигационом каналу 13 км јужно од северне обале. 

## Историја
Идеја моста који премошћује језеро Пончартрејн датира још из раног 19. века од Бернарда де Марињија, оснивача Мандевила. Започео је трајектни превоз који је наставио да ради и средином 1930-их. У 1920-им, предложено је стварање вештачких острва која би потом била повезана мостом. Финансирање овог плана обезбедило би се продајом кућа на острвима. Савремени мост почео је да се формира 1948. године пројектом од стране Ернеста М. Лоеба Јр. Због свог лобирања и визије, Законодавно тело Луизијане створило је оно што је сада Комисија за мост. За изградњу моста основана је компанија Луизијана Бриџ, која је заузврат именовала Џејмса Е. Валтерса Ср. да управља пројектом.
Првобитни прелаз био је двотрачни, дужине 38,40 км. Отворен је 1956. године, коштао је 46 милиона долара. Ово није укључивало само мост, већ три прилазна пута на северном крају и дугу деоницу пута на јужном крају.
Дана 16. јуна 1964. године шест људи је погинуло када су барже оштетиле мост и аутобус се залетео у језеро.
Паралелни ток са две траке, 15 m дужи од првог, отворен је 10. маја 1969. године, по цени од 30 милиона долара.
Откако је изграђен, мост је функционисао као наплатни мост. До 1999. године путарине су се прикупљале од саобраћаја који је ишао у свим правцима. За ублажавање загушења на јужној обали наплата путарине елиминисана је на северном крају. У мају 1999. године стандардне путарине за аутомобиле мењале су се са 1,50 долара у сваком правцу у наплату путарине од три долара на северној обали за саобраћај на југу. У 2017. години путарина је подигнута за финансирање побољшања сигурности на мосту. Путарина се променила са 3,00 долара готовином и 2,00 долара са наплатном маркицом на 5,00 долара готовином и 3,00 долара са маркицом.
Отварање моста повећало је благостање малих заједница северне обале смањујући време вожње у Њу Орлеанс до 50 минута, чиме је северна обала доведена у метрополитско подручје Њу Орлеанса. Пре моста, становници округа Ст. Тамани користили су или мост Маестри на америчком путу 11 или мост Риголетс на путу 90, оба близу Слајдела, у држави Луизијана; или са западне стране, путем 51 кроз Манчак, Луизијана.
Након урагана Катрина 29. августа 2005, видео снимци показали су штету на мосту. Налет олује није био толико висок испод моста као код моста И-10 Твин Спан, а штета је углавном била ограничена. Изгубљено је укупно 17 лукова. Структурни темељи су остали нетакнути. Мостови никада нису претрпели значајну штету било које врсте од урагана или других природних појава, што је реткост међу мостовима. Постојеће постројење за оптичке каблове издувано је из лежишта, али је остало нетакнуто по анализи оптичког рефлектометра. Будући да је мост И-10 Твин Спан тешко оштећен, овај мост је коришћен као главна рута тимовима за реконструкцију који су боравили у земљама на северу да би ушли у Њу Орлеанс. Мост је поново отворен за саобраћај у хитним случајевима, а затим за ширу јавност; без наплате путарине; 19. септембра 2005. Путарина је враћена средином октобра исте године. 

### Контраверза у Гинисовој књизи рекорда
Десетинама година је Mост на језеру Пончартрејн држао рекорд у Гинисовој књизи светских рекорда као најдужи мост на води на свету. У јулу 2011. мост у заливу Ђаоџоу у Кини проглашен је за 'најдужи мост преко воде'. У то време је у Сједињеним Државама било неких контраверзи јер се присталице бившег носиоца рекорда, моста на језеру Пончартрејн, нису слагале са Гинисовом књигом који га више није називала најдужим. Присталице су ову тврдњу засновале на сопственој дефиницији, тј. дужини моста физички преко воде и закључиле да се мост на језеру Пончартрејн протеже на 38,28 км и да је према томе најдужи. Мост залива Ђаоџоу прелази воду са само 25,9 км. Међутим, Гинисова књига рекорда, користећи критеријуме за мерење који су укључивали укупне структуре, попут копнених мостова на крајевима и подморског тунела, навели су да је мост у заливу Ђаоџоу дугачак 42,6 км. Након ове контраверзе у јулу 2011, Гинисова књига је створила две категорије за мостове преко воде: непрекидне и укупне дужине преко воде. Mост на језеру Пончартрејн тада је постао најдужи мост преко воде (непрекидан) док је мост у Кини постао најдужи мост преко воде (укупни).

### У популарној култури
- Сцена у натприродном хорор филму Луциа Фулција из 1981. године The Beyond снимљена је на мосту
- Сцена у Дизнијевом филму из 2003. године The Haunted Mansion снимљена је на мосту
- Виртуелна ре-креација моста појављује се у видео-игри Џејмс Бонд 007: Све или ништа
- Dash Rip Rock имају песму о мосту која се зове "Најдужи мост на свету" на њиховом албуму Boiled Alive
- Бројни призори у филму Project Power показали су овај мост